# Монументаль Давід Арельяно
«Естадіо Монументаль Давід Арельяно» (ісп. Estadio Monumental David Arellano) — футбольний стадіон в Макулі, провінція Сантьяго, Чилі, домашня арена ФК «Коло-Коло».

## Загальний опис
Стадіон побудований 1956 року в рамках підготовки до чемпіонату світу з футболу 1962 року, однак введенню його в експлуатацію завадив землетрус 22 травня 1960 року, в результаті якого конструкцію стадіону було визнано непридатною для експлуатації. Землетрус поставив під загрозу саме проведення чемпіонату світу з футболу 1962 року в Чилі, однак мундіаль таки відбувся, але без участі в ньому «Монументаль Давід Арельяно», на якому проводилися роботи з дослідження зі сейсмостійкості та надійності споруди. Лише в 1975 році арену було офіційно відкрито. Але вже 1976 року стадіон було знову закрито на ремонт та проведення чергового сейсмодослідження. Відремонтовану арену знову було відкрито у 1989 році. На той час місткість становила 62 500 глядачів, однак згодом була зменшена і нині становить 47 347 місць.
Арені присвоєно ім'я легендарного чилійського футболіста Давіда Арельяно, який був одним зі співзасновників ФК «Коло-Коло».
Стадіон є домашньою ареною для збірної Чилі з футболу, ФК «Коло-Коло» та інших місцевих команд. Тут проводяться різні спортивні змагання і культурні заходи, зокрема концерти. 
Арена приймала матчі фіналу Кубка Лібертадорес 1991 року, Кубка Інтерамерікана 1992 року, Кубка Чилі з футболу 2014 року та Кубка Америки з футболу 2015 року.